# Felix Arndt
Felix Arndt, född 20 maj 1889, död 16 oktober 1918, pianist och kompositör från USA. Hans mor var grevinnan Fevrier som var släkt med Napoleon III.
Arndts mest kända komposition är troligen Nola som skrevs 1915 som en tillägnan till hans blivande fru, Nola Locke. Kompositionen kom bland annat att användas som signaturmelodi för Vincent Lopez orkester. Också trombonisten Wilbur Hall i Paul Whitemans orkester var känd för ett virtuost framförande av detta pianostycke omarrangerat för trombon.